# Siming Shan
Siming Shan (kinesiska: 四明山) är ett berg i Kina. Det ligger i provinsen Zhejiang, i den östra delen av landet, omkring 100 kilometer sydost om provinshuvudstaden Hangzhou. Toppen på Siming Shan är 991 meter över havet, eller 97 meter över den omgivande terrängen. Bredden vid basen är 1,1 km.
Runt Siming Shan är det tätbefolkat, med 343 invånare per kvadratkilometer. Närmaste större samhälle är Xinchang Chengguanzhen, 16,4 km sydväst om Siming Shan. Trakten runt Siming Shan består till största delen av jordbruksmark.
Genomsnittlig årsnederbörd är 1 996 millimeter. Den regnigaste månaden är juni, med i genomsnitt 338 mm nederbörd, och den torraste är januari, med 70 mm nederbörd.